# Будзинский, Марек
Марек Будзинский (пол. Marek Budzyński; род. 7 апреля 1939) — польский архитектор и градостроитель, доцент, заведующий кафедрой городского проектирования в Варшавском политехническом университете. Основная сфера деятельности — общественные здания. Разработал свой собственный стиль, сочетающий монументальную традиционную архитектуру с органическими мотивами и символикой. Уделяет большое внимание проблеме гармонии сосуществования человека и природы; один из авторов разработанной в 1960-е годы урбанистической теории линейной концентрации, предполагающей развитие вдоль важных трасс городов, состоящих из самодостаточных микрорайонов в естественном природном окружении.

## Биография
Марек Будзинский родился 7 апреля 1939 года в польском городе Познань. В 1963 году окончил обучение на архитектурном факультете в Варшавском политехническом университете. В 1985 году там же защитил диссертацию на соискание ученой степени доктора архитектуры. С 1992 года является доцентом и заведующим кафедры городского проектирования в Варшавском политехническом университете. Кроме того, преподавал в Лодзинском техническом университете (1983—1985) и в филиале Датской королевской академии изящных искусств в Орхусе. В 1992 году управляет архитектурной студией «Badowski Budzyński Kowalewski».

## Творчество

Проект памятника Победы

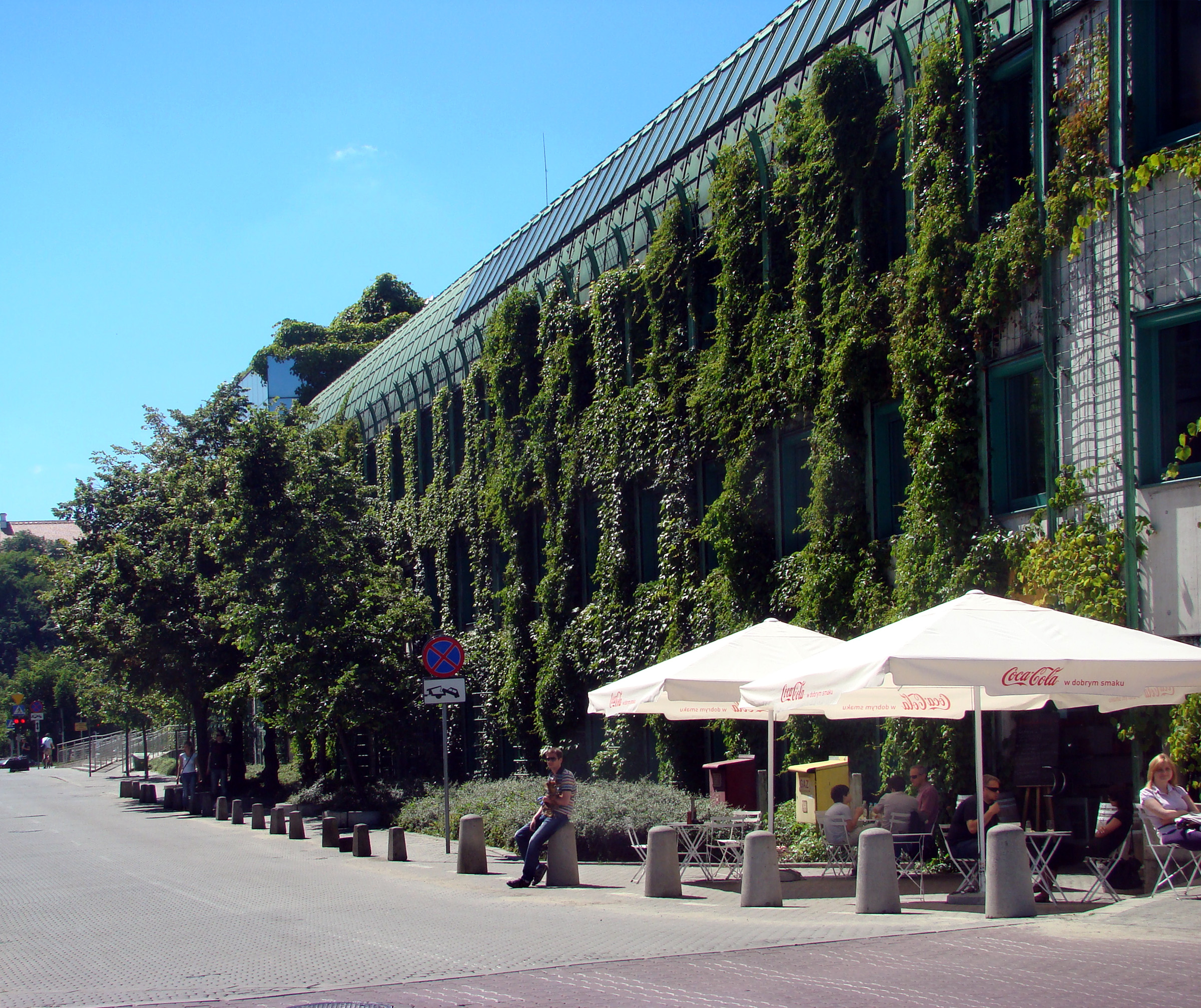
Увитый зеленью фасад здания Библиотеки Варшавского университета

### Архитектурный стиль
С самого начала своей карьеры архитектора и градостроителя Будзинский уделял большое внимание проблеме гармонии сосуществования человека и природы. Пытаясь найти выход из жилищного кризиса в период индустриального скачка он с группой специалистов разработал урбанистическую теорию линейной концентрации. Она опиралась на идеи Сориа-и-Мата, Милютина, а также польского архитектора Оскара Хансена и предполагала развитие вдоль важных трасс городов, состоящих из самодостаточных микрорайонов в естественном природном окружении. В работе над жилыми и общественными зданиями Будзинский старался найти наиболее экологичный подход к проектированию. При этом своей целью он ставил не только свести к минимуму отрицательное воздействие на природу, но и персонифицировать ее образ, пробудить эмоциональный отклик и вернуть глубокое уважение к ней.

### Список построек и проектов
- Памятник Победы (1963, Плая-Хирон, Куба), не осуществлён;

В 1963 году правительство Кубы организовало международный конкурс на лучший архитектурный проект памятника в честь победы в военной операции в заливе Свиней. Среди 274 проектов архитекторов из 35 стран победителем был выбран проект массивного монумента в стилистике брутализма польской группы под руководством Будзинского. Однако проект так и не был реализован.
- Жилой микрорайон Северный Урсынов (1977—1933, Варшвара);

Наиболее значительным реализованным проектом Будзинского является градостроительный проект жилого микрорайона Северный Урсынов в Варшаве, разработанный в составе группы специалистов. Его строительство началось в 1975 году, а в 1977 году уже была сдана первая очередь зданий. В данном проекте Будзинский реализовал свои органические идеи в живописной организации генерального плана, умелом использовании особенностей рельефа и обильном, тщательно продуманном дизайнерском озеленении дворов, напоминавших ботанические сады. Северный Урсынов представляет собой автономный микрорайон с соразмерными человеку жилыми зданиями, школами, службами быта и кафе.
- Здание Библиотеки Варшавского университета (1994—1999, Варшава);

Четырехэтажное здание Библиотеки Варшавского университета (1994—1999) расположено на берегу Вислы и занимает целый квартал. Главный фасад — фасад Культуры — оформлен медной колоннадой с символическим значением портала Святыни знаний. Остальные три стены — Экологические фасады — увиты зеленью, ползущей по специальным каркасным сеткам. Стены оборудованы водосборниками, позволяющими питать растения дождевой водой. На крыше здания устроен сад — один из самых больших и красивых в Европе. Он, как и оболочка зелени на фасадах, выполняет не только эстетическую и рекреационную, но и экологическую функцию, защищая от пыли и сохраняя внутри помещений тепло зимой и прохладу летом. Задачам естественной энергоэкономии отвечает и компактный объем библиотеки. Здание представляет собой яркий и цельный архитектурный образ с трудом поддающийся стилевой классификации.
- Театр оперы и филармонии Подляска (2006—2012, Белосток);

Постройка оперного театра Подляска в Белостоке (2006—2012) демонстрирует то же острое сочетание высоких технологий, элементов традиционной и органической архитектур. Здание плавно вырастает из зеленого холма, иногда сливаясь с ним в единое целое. У сооружения асимметричный план, в центре которого — коробка зрительного зала. Как и в здании библиотеки, здесь использованы принцип компактности объема и пылезащитные терморегулирующие свойства зеленой оболочки.

## Список построек и проектов
- Храм Вознесения Господня в Урсынове (1980—1985, Варшава);
- Здание Верховного суда (1995—1999, Варшава);
- Проект здания посольства Польши (1997, Берлин), не осуществлён;
- Проект храма Провидения Божия (2000, Варшава), не осуществлён;
- Театр оперы и филармонии Подляска (2006—2012, Белосток);
- Кампус Белостокского университета (2011—н. в., Белосток), строится;